# 135gy busz (Budapest)
A budapesti 135-ös (gyors 135-ös) jelzésű autóbusz a Kőbánya-Kispest, MÁV-állomás és Pestlőrinc, MÁV-állomás között közlekedett. A vonalat a Budapesti Közlekedési Vállalat üzemeltette.

## Története
1967. március 13-án 35Y jelzéssel indult a 35B kiváltására a Nagyvárad tér – Üllői út – Vörös hadsereg útja – Lakatos utcai lakótelep útvonalon.
1971. február 1-jén Pestlőrinc, MÁV-állomásig hosszabbodott. 1974. január 20-ától csak a Népligetig járt a 3-as metró építése miatt, majd a metrószakasz átadásával egy időben, 1977. január 1-jén gyorsjárattá alakították és a 135-ös jelzést kapta és végállomása visszakerült a Nagyvárad térre. Később a metróépítés miatt a Népligeten keresztül közlekedett. 1980. március 30-ától a metró újabb szakaszának átadása miatt belső végállomását Kőbánya-Kispest, MÁV-állomáshoz helyezték át. 1982. március 30-án megszűnt, helyét a 135-ös busz vette át.

## Útvonala
| Pestlőrinc, MÁV-állomás felé | Kőbánya-Kispest, MÁV-állomás felé |
| --- | --- |
| Kőbánya-Kispest, MÁV-állomás vá. – Vak Bottyán utca – Szabó Ervin utca – Vörös hadsereg útja – Lakatos út – Jegenye fasor – Pestlőrinc, MÁV-állomás vá. | Pestlőrinc, MÁV-állomás vá. – Jegenye fasor – Lakatos út – Vörös hadsereg útja – Simonyi Zsigmond utca – Bartók Béla utca – Vak Bottyán utca – Kőbánya-Kispest, MÁV-állomás vá. |

## Megállóhelyei
| 0  | Kőbánya-Kispest, MÁV-állomás végállomás | 15 | 35, 48, 51, 68, 80, 85, 93, 93, 98, 136 Kőbánya-Kispest |
| 8  | Vörös Csillag Gépgyár                   | 7  | 35, 36, 93 50, 50A                                      |
| 10 | Lakatos út (↓) Vörös hadsereg útja (↑)  | 5  | 35, 36, 93, 136 50                                      |
| 12 | Dolgozó út                              | 3  | 36, 136                                                 |
| 13 | Jegenye fasor (↓) Lakatos út (↑)        | 2  | 17, 17, 36, 80, 93, 98, 136                             |
| 15 | Pestlőrinc, MÁV-állomás végállomás      | 0  | 17, 17, 36, 80, 136 Pestlőrinc                          |